# Ferrovie dismesse nell'alto vicentino
Dopo un lungo periodo di prosperità, per il trasporto ferroviario nella seconda metà del XX secolo è iniziato un periodo di contrazione dei traffici e ora si contano varie ferrovie dismesse nell'alto vicentino.

## Contesto
Nel periodo a cavallo tra il XIX e il XX secolo l'alto vicentino fu interessato da un rapido sviluppo industriale, definito dagli studiosi la prima rivoluzione industriale.
La preminenza nel territorio era costituita dalle industrie tessili fondate da Alessandro Rossi e gestite dopo di lui dai figli. Proprio il senatore Rossi fu uno dei promotori dello sviluppo, nell'area, di collegamenti stradali e ferroviari tra i poli produttivi di Schio, di Torrebelvicino, di Rocchette e di Arsiero che necessitavano di un collegamento tra di loro e con il resto d'Italia.
C'era inoltre da raggiungere la vasta zona dell'altopiano di Asiago, isolata dalla pianura ma dotata di notevoli potenzialità turistiche ed economiche e all'epoca anche zona di frontiera con l'Impero austro-ungarico.
Durante la prima guerra mondiale questi collegamenti divennero strategici e furono notevolmente incrementati con centinaia di strade costruite o ammodernate dai militari che, collegando agevolmente tutte le località, contribuirono alla successiva scomparsa del trasporto su rotaia.
Il trasporto su gomma, più veloce ed efficiente, rese presto antieconomica la gestione delle ferrovie locali che pian piano scomparvero diventando in molti tratti strada asfaltata.
Solo in alcuni casi, di recente, sul sedime ferroviario è stata creata una pista ciclabile.

### Dati e date di riferimento
| Linea ferroviaria               | Lunghezza km | Scartamento (mm) | Data apertura    | Data chiusura    |
| ------------------------------- | ------------ | ---------------- | ---------------- | ---------------- |
| Vicenza-Thiene-Schio            | 31,143       | 1.435            | 6 settembre 1876 | in esercizio     |
| Torrebelvicino-Schio            | 3,770        | 950              | 16 marzo 1885    | 30 novembre 1925 |
| Schio-Rocchette                 | 10,510       | 950              | 16 marzo 1885    | 20 giugno 1949   |
| Rocchette-Seghe di Velo-Arsiero | 8,110        | 950              | 16 marzo 1885    | 1933             |
| Rocchette-Velo d'Astico-Arsiero | 7,706        | 1.435            | 29 ottobre 1933  | 31 marzo 1964    |
| Thiene-Rocchette                | 10,967       | 1.435            | 7 settembre 1907 | 31 marzo 1964    |
| Rocchette-Asiago                | 21,190       | 950              | 10 febbraio 1910 | 31 luglio 1958   |

1. 1 2  con una sospensione dal 1º dicembre 1925 all'11 settembre 1926

## Ferrovia Torrebelvicino-Schio-Rocchette-Arsiero (dismessa)
La relazione consta di tre tratti distinti, tutti in piano e ai piedi delle montagne.
Ferrovia Torrebelvicino-Schio
Si tratta di un breve raccordo che collegava la tessitura di Torrebelvicino con la stazione ferroviaria di Schio. Il 30 novembre 1925 furono sospese le corse a causa del fallimento della società che la gestiva e il 31 dicembre 1925 fu dismessa definitivamente.
Ferrovia Schio-Rocchette
Ferrovia che collegava la stazione di Schio con il nodo ferroviario di Rocchette, chiusa il 20 giugno 1949.
Ferrovia Rocchette-Seghe-Arsiero

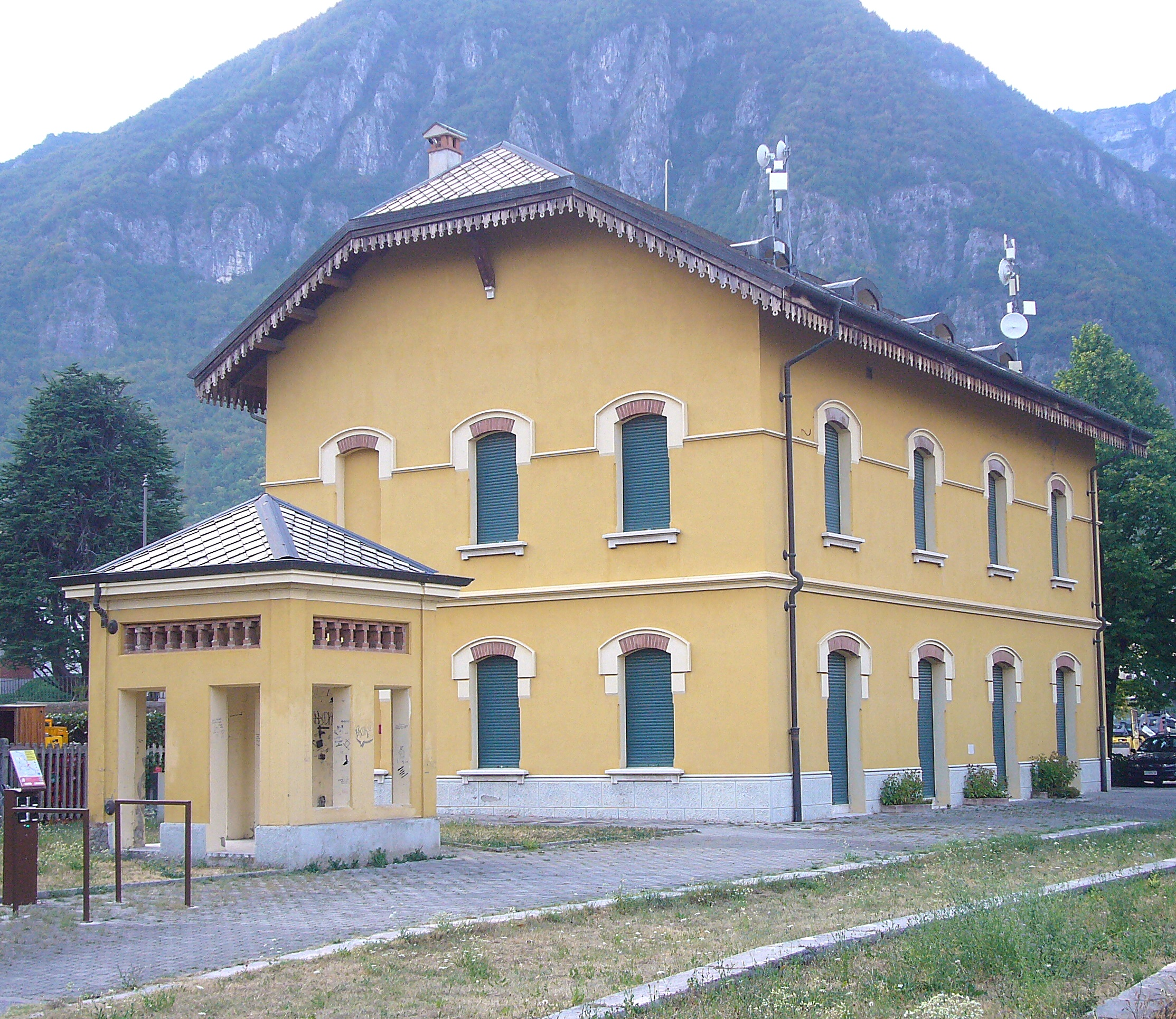
L'ex stazione di Arsiero

Ferrovia che collegava il nodo ferroviario di Rocchette con la stazione di Arsiero passando dalla stazione di Seghe, frazione di Velo d'Astico e chiusa nel 1933.
Sullo stesso itinerario è esistito anche un percorso alternativo senza alcun incrocio con la viabilità stradale che è rimasto in uso fino al 31 marzo 1964. Su questo percorso, nel maggio del 2005, è stato inaugurato uno spettacolare tragitto, la pista ciclabile ex ferrovia Rocchette-Arsiero (strada del Trenin).

## Ferrovia (dismessa) Thiene-Rocchette-Asiago
Ferrovia con due tratti distinti, uno in pianura e l'altro in montagna, che vengono descritti separatamente.
Ferrovia Thiene-Rocchette
La ferrovia Thiene-Rocchette collegava lo snodo di Thiene con la stazione di Rocchette in comune di Piovene Rocchette.
Il percorso corre tutto nella pianura a nord della provincia di Vicenza ed è rimasto in uso fino al 1964.
Ferrovia Rocchette-Asiago
La ferrovia Rocchette-Asiago collegava la stazione di Rocchette in comune di Piovene Rocchette con Asiago, capoluogo dell'Altopiano dei sette comuni e tutto il percorso si snoda nella zona a nord della provincia di Vicenza. Il percorso è stato in uso fino al 1958.
Sui tratti nei comuni di Roana e Asiago è stata creata la ciclabile ex ferrovia Campiello-Asiago, percorsa in genere da Cesuna ad Asiago, tra boschi e le ondulate colline dell'altopiano.
Una nota curiosa: il termine popolare con cui si indicava il treno che risaliva le pendici dell'altopiano era "La Vaca Mora", vale a dire "La mucca nera".